# Koninkrijk Bailundo
Het Koninkrijk Bailundo, ook wel Mbailundu of Halã-Vala, was een land in Afrika van de Ovimbundu, gelegen op het Bié-plateau, het centrale hoogland van het huidige Angola. Het koninkrijk werd rond het jaar 1700 opgericht door koning Katiavala I die de regio verenigde. De hoofdstad was het gelijknamige Bailundo, voorheen Halã-Vala geheten. 
Vanaf de tweede helft van de 18e eeuw kwam het gebied steeds meer onder invloed te staan van de Portugezen. Na een eerste oorlog tussen de Ovimbundu en de Portugezen (1774-1778) ging het koninkrijk bijna ten onder. Een deel van het gebied kwam onder direct Portugese controle te staan, terwijl de rest van het koninkrijk feitelijk een Portugese vazalstaat was geworden. Desondanks wist het koninkrijk zich te herstellen, werden verdere conflicten met de Portugezen voor een lange periode vermeden, en was er in de 19e eeuw economische groei vanwege de handel met Portugees-West-Afrika. 
Conflicten met de Portugezen aan het eind van de 19e en begin van de 20e eeuw leidden echter tot het einde van het koninkrijk. In 1903 werd Bailundo definitief onderworpen en bij de kolonie Portugees-West-Afrika gevoegd.